# ISO 7200
Die Norm ISO 7200 regelt die Gestaltung von Schriftfeldern (umgangssprachlich auch: Zeichnungsköpfen)  auf Technischen Zeichnungen. Sie wurde im August 1984 erstmals veröffentlicht, im Mai 2004 aktualisiert und ersetzt in Deutschland als DIN-Norm DIN EN ISO 7200 die bis dahin gültige DIN 6771-1.

## Inhalt
Jede Technische Zeichnung besitzt ein Schriftfeld. Es befindet sich an der unteren rechten Ecke der Zeichenfläche, bei Zeichnungen im Format A4 (stehend) unterhalb der Zeichenfläche. Wenn der Zeichnungsträger nach DIN 824 gefaltet wurde, soll das Schriftfeld am unteren Rand des Blattes lesbar sein (siehe EN ISO 5457, die die Aufteilung des Zeichnungsträgers regelt). Im Gegensatz zur zurückgezogenen DIN 6771-1 sind ein Großteil der Vorschriften weggefallen oder in bloße Empfehlungen umgewandelt worden, so dass die Schriftfelder nun wesentlich besser an individuelle Bedürfnisse angepasst werden können. Es gab aber auch einige Änderungen, wie zum Beispiel die Breite.
Die wichtigsten Unterschiede zur DIN 6771-1 sind:
- Breite 180 mm
- Höhe beliebig
- Nur acht Pflichtfelder:

1. Gesetzlicher Eigentümer (z. B. Firma)
2. Sachnummer
3. Ausgabedatum
4. Abschnitts-/Blattnummer
5. Titel
6. Genehmigende Person
7. Ersteller
8. Dokumentenart

- zusätzliche Felder optional
- Aufteilung beliebig, beliebig viele Zeilen
- Spaltenbreite beliebig, lediglich empfohlene Anzahl von Zeichen

Damit passt das Schriftfeld auf A4-Zeichnungen genau in den unteren Bereich der Zeichnungsfläche, welche eine Breite von 180 mm hat. Auf größeren Formaten kommt das Schriftfeld in die untere rechte Ecke der Zeichenfläche, wobei man beachten muss, dass diese nur im Querformat ausgeführt werden dürfen.
Die Zeichenfläche ist mit 10 mm (20 mm auf der linken Seite) Abstand vom Rand durch eine dicke Volllinie abgegrenzt.

## Weitere Informationen
- EN ISO 5457 – Technische Produktdokumentation – Formate und Gestaltung von Zeichnungsvordrucken
- DIN 824 – Technische Zeichnungen; Faltung auf Ablageformat